# سن لئوناردو این پاسیریا
سن لئوناردو این پاسیریا (به ایتالیایی: San Leonardo in Passiria) یک منطقهٔ مسکونی در ایتالیا است که در تیرول جنوبی واقع شده‌است.

## خصوصیات
سن لئوناردو این پاسیریا ۸۸٫۴ کیلومترمربع مساحت و ۳٬۵۴۷ نفر جمعیت دارد.